# Candiana
Candiana ist eine italienische Gemeinde (comune) mit 2193 Einwohnern (Stand 31. Dezember 2023) in der Provinz Padua, Region Venetien. 

## Geographie
Die Gemeinde liegt 22,5 Kilometer südsüdöstlich der Provinzhauptstadt Padua.

## Persönlichkeiten
- Giorgio Pantano (* 1979), Autorennfahrer